# 新興俳句
新興俳句（しんこうはいく）は、新しい俳句を指す言葉であり、昭和初期に定まった。水原秋桜子や山口誓子が同時期に推進した新俳句運動に、金児杜鵑花がその言葉を冠したのが「新興俳句運動」である。
「新興俳句」という言葉は、ルビ俳句や自由律俳句に至る新傾向俳句の革新運動を推進していた河東碧梧桐が、1929（昭和4）年刊行した著書『新興俳句への道』（春秋社）の題名ですでに使われている。彼の新傾向俳句から更なる発展があり、短い詩に向かう中での自身などの「新しい俳句」を指す大きな概念であった。ただし、本人は『短詩への道』という題名にしたかったらしく、「新興俳句」になったのは出版社の意向によるものである、と同書の小序に書いている。なお、林桂が「現代俳句」2023年10月号に書いているが、松原地蔵尊も主宰誌「境地」1928（昭和3）年11月号で、「若い人達によつて新興俳人連盟を起こされんことを」と、「新興」という言葉を使っている。
1931年（昭和6年）、水原秋桜子は主宰誌「馬酔木」に「自然の真と文芸上の真」を発表し、高浜虚子の主張する花鳥諷詠俳句が些末な草の芽俳句を生み出しているとして、自然の真という素材を己のうちに溶かし込み、鍛錬加工した文芸上の真を求めようとした。「馬酔木」独立の挙であったが、これがいわゆる伝統俳句からの脱却の端緒となった。秋桜子の主張は若い俳人の共感を得て「天の川」「土上」「句と評論」などの俳誌も活発に俳句の近代化を進めはじめた。近代的、都会的抒情の確立の運動でもあった。「馬酔木」には、新素材の拡充と構成的手法によって注目されていた山口誓子が加入、叙情性豊かな作句をする秋桜子とともに新風の先頭にたった。
この新運動は連作俳句に積極的に取り組み、河東碧梧桐に私淑した金児杜鵑花（「俳句月刊」主幹）によって、「新興俳句」の名称を与えられたとされるが、「新興俳句」の言葉の成立は、時期的には、前述の碧梧桐や地蔵尊の方が早い。なお、連作俳句中の個と全、季語の有無が問題となり、無季や超季の容認まで行われるに及んで、秋桜子、誓子は無季俳句批判を行い1936年ごろよりこの運動から離れた。これ以降を後期と呼ぶ。
新興俳句は、秋桜子、誓子の離脱にも拘らず、反ホトトギス、反伝統の大きな潮流となった。モダニズム、ダダイスム、反戦的ニヒリズムなど様々な潮流もこれに合流した。
1935年、日野草城の「旗艦」が創刊され、俊秀を集め、「京大俳句」「土上」「句と評論」、新誌「傘火」（かさび）、「自鳴鐘(とけい)」などとともに、さまざまの芸術派的、社会派的試みを重ねた。
最初の総合俳誌である「俳句研究」（改造社）もこの運動に共感を示した。
日中戦争の始まった時期で、想像力による戦火想望俳句も試みられ、さらに厭戦句もつくられた。ついに1940年から1941年にかけて、「京大俳句」「土上」などの主要メンバーが治安維持法違反として検挙され、この運動は壊滅に至った。新興俳句運動は、現代俳句の母胎となる画期的な俳句革新運動であり、多くの秀作を残した。
代表的な俳人には、先述の水原秋桜子、山口誓子の他に、前期では高屋窓秋、石橋辰之助、横山白虹、篠原鳳作など。
後期では、平畑静塔、日野草城、西東三鬼、 富沢赤黄男、渡辺白泉、東京三（秋元不死男）などがいる。
新興俳句にかかわった俳人の多くは、戦後、日野草城の「太陽系」のちの「青玄」、山口誓子の「天狼」などに結集したが、新興俳句運動の名は消滅した。